# Денисюк, Дмитрий Васильевич
Дмитрий Васильевич Денисюк (2 августа 1977, Калинковичи, Гомельская область) — белорусский футболист, нападающий и атакующий полузащитник.

## Биография
Воспитанник ДЮСШ № 1 (Калинковичи) и Республиканского училища олимпийского резерва (Минск). В 1993—1995 годах выступал в мини-футболе за клуб «Элита-Талан» (Минск). В 1995 году команда РУОР выступала во второй лиге как «МПКЦ-2», заключив партнёрство с мозырским «МПКЦ», в составе этой команды футболист дебютировал во взрослых соревнованиях в большом футболе.
В 1996 году был приглашён в основной состав «МПКЦ» (вскоре клуб был переименован в «Славию») и дебютировал в высшей лиге. В составе «Славии» провёл пять сезонов, сыграв более 100 матчей. Принял участие в обоих «золотых дублях» команды — в 1996 и 2000 годах, также завоёвывал серебряные награды чемпионата (1999), стал обладателем (1996) и финалистом (1999) Кубка Белоруссии. Принимал участие в матчах еврокубков.
В начале 2001 года был на просмотре в российских клубах «Шинник» и «Кристалл» (Смоленск), но переход не состоялся из-за высокой трансферной цены. В итоге оказался в составе середняка высшей лиги «Торпедо-МАЗ» (Минск). В 2002 году перешёл в клуб первой лиги «Локомотив» (Минск), стал третьим призёром турнира, а в споре бомбардиров также был третьим (16 голов). В первой половине сезона 2003 года продолжал играть за «Локомотив» в высшей лиге, в составе клуба — финалист Кубка Белоруссии 2003 года.
Летом 2003 года вместе с тренером Анатолием Юревичем и группой игроков из Белоруссии перешёл в запорожский «Металлург». В августе сыграл первый матч за команду в Кубке Украины, а 14 сентября 2003 года дебютировал в высшей лиге в игре против донецкого «Металлурга», заменив на 74-й минуте Андрея Демченко. Всего в чемпионате Украины сезона 2003/04 сыграл 7 матчей — шесть в осенней части и один в начале весны, затем вернулся на родину.
В первой половине сезона 2004 года снова играл за минский «Локомотив», возвратившийся в первую лигу. Летом перешёл в «Гомель» и выступал за него два с половиной сезона, проведя более 50 матчей в высшей лиге. В 2007 году выступал в первой лиге за «Белшину», затем на сезон вернулся в «Локомотив», в очередной раз занявший место в зоне вылета в высшей лиге. В 2009 году часть сезона провёл в первой лиге в «Белшине» и был её капитаном, потом перешёл в «Верас» (Несвиж), где играл в линии атаки вместе со своим тёзкой — Дмитрием Викторовичем Денисюком. В конце карьеры вернулся в родной город и отыграл один сезон за «Вертикаль».
Всего в высшей лиге Белоруссии сыграл 239 матчей и забил 45 голов.
Выступал за молодёжную сборную Белоруссии.
После окончания карьеры живёт и работает в Калинковичах. Женат, есть дочь.